# آهنگران (نیشابور)
آهنگران (نیشابور)، روستایی از توابع بخش مرکزی شهرستان نیشابور در استان خراسان رضوی ایران است. از شمال به روستای هاشم آباد و شمس آباد از غرب به روستای ملکنده از جنوب به کال شور و از شرق به کویر روستای میرآباد ریوند در امتداد است فاصله این روستا تا نیشابور حدود ۱۲ کیلومتر است.

## جمعیت
این روستا در دهستان ریوند قرار دارد و ، جمعیت آن ۲۴۹ نفر (90خانوار) 150 نفر زن و 100 نفر مرد است